# Воган, Роджер Уильям Бид
Роджер Уильям Бид Воган (англ. Roger William Bede Vaughan OSB, 9 января 1834 года, Росс-он-Уай, Соединённое королевство Великобритании и Ирландии — 17 августа 1883 года, Сидней, Австралия) — католический прелат, архиепископ Сиднея с 16 марта 1877 года по 17 августа 1883 год, член монашеского ордена бенедиктинцев.

## Биография
9 апреля 1859 года Роджер Уильям Бил Воган был рукоположён в священника в монашеском ордене бенедиктинцев.
28 февраля 1873 года Римский папа Пий IX назначил Роджера Уильяма Била Вогана титулярным епископом Назианза и вспомогательным епископом архиепархии Сиднея. 19 марта 1873 года состоялось рукоположение Роджера Уильяма Бида Вогана в епископа, которое совершил архиепископ Вестминстера Генри Эдвард Маннинг в сослужении с епископом Беверли Робертом Корнвэйтом и епископом Хексэма и Ньюкасла Джеймсом Чедвиком.
16 марта 1877 года Римский папа Пий IX назначил Роджера Уильяма Бида Вогана архиепископом Сиднея.
Скончался 17 августа 1883 года в Сиднее.